# 尼古拉·齐赫泽

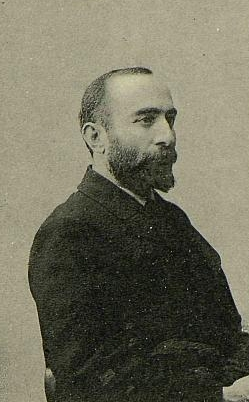
尼古拉·齐赫泽

尼古拉·齐赫泽（1864年—1926年6月13日）俄国政治家，格鲁吉亚社会民主党领导人之一。生于高加索库塔伊西省。从1870年代开始积极宣传马克思主义，1907年到1917年为孟什维克领袖之一，二月革命时为彼得格勒苏维埃工农代表主席。十月革命后布尔什维克夺权，齐赫泽在梯弗里斯参与建立外高加索民主联邦共和国，并任总统。1921年布尔什维克占领格鲁吉亚，齐赫泽流亡法国，后在巴黎近郊自杀。